# Elydnus amictus
Elydnus amictus là một loài bọ cánh cứng trong họ Cerambycidae.